# موسى بن نصير (مسلسل)
مسلسل موسى بن نصير هو مسلسل تاريخي إسلامي يتطرق لحياة موسى بن نصير وغزواته وإسلامه وطريقة تعامله مع معطيات الدعوة حتى وفاته مروراً بما قدمه للإسلام والمسلمين. المسلسل إنتاج عام 1983م.

## بطولة
| - عبد الله غيث: موسى بن نصير - عفاف شعيب: رباب - محمد العربي: عبد العزيز بن موسى - أحمد عبد العزيز: موسى بن نصير - شابًا - سوسن بدر - محيي إسماعيل - سميرة محسن - ليلى حمادة - محمد وفيق - سعد أردش - روحي الصفدي - غنام غنام - هاني الروماني - لطفي بن موسى | - إبراهيم الشامي - إحسان القلعاوي - أحمد فؤاد سليم - محمد التاجي - اعتدال المصري - جمال الشيخ - عبد الغني ناصر - أحمد حسين - توفيق الكردي - فوزي الشرقاوي - شاكر عبد اللطيف: أحد القادة - كريمة الشريف - أشرف عبد الغفور - إنعام الجريتلي | - رشدي المهدي - هبة: طفلة - محمد حبيب زيد - محمد ناجي - زكي عبد المجيد - عواد عبد الرحمن - محمود العراقي - عادل بدر الدين - نجاة علي - شعبان حسين - صلاح رشوان - أحمد راضي - المرسي أبو العباس | - سلوى محمود - سامح سعيد: طفل - فاروق سليمان - محمود الحديني - عبد الرحمن أبو زهرة - إبراهيم عبد الرازق: قيس - فؤاد عطية - عبدالرحمن آل رشي - مكرم المصري - علية عبد المنعم - منصور مهدي - حسن شبل - طارق الدسوقي: خالد |

## وصلات خارجية
- مسلسل: موسى بن نصير
- صور من مسلسل موسى بن نصير